# Пронь, Андрей Емельянович
Пронь Андрей Емельянович (3 октября 1929, Ревовка, Кременчугский округ — 3 апреля 2014, Одесса) — советский строитель, бригадир монтажников строительного управления Куршавских ГЭС Ставропольгидростроя Министерства мелиорации и водного хозяйства РСФСР. Герой Социалистического Труда (1966).

## Биография
Родился 3 октября 1929 года в селе Ревовка Новогеоргиевского района Кременчугского округа Украинской ССР (ныне не существует, затоплено водами Кременчугского водохранилища, в черте города Светловодск Александрийского района Кировоградской области Украины). Украинец.
Окончил школу фабрично-заводского обучения, работал плотником, сварщиком, монтажником.
В 1946—1959 годах — плотник-арматурщик в тресте «Криворожстрой»: с 1954 года — электросварщик, монтажник, бригадир строительного управления «Кременчуггэсстрой» на строительстве Кременчугской ГЭС.
С 1962 года — монтажник, бригадир комплексной бригады монтажников треста «Ставропольгидрострой» на строительстве Куршавских ГЭС в Прикубанском районе Карачаево-Черкесской автономной области Ставропольского края.
Указом Президиума Верховного Совета СССР от 4 октября 1966 года за выдающиеся успехи, достигнутые в выполнении заданий семилетнего плана по развитию энергетики страны, Проню Андрею Емельяновичу присвоено звание Героя Социалистического Труда с вручением ордена Ленина и золотой медали «Серп и Молот».
Член Карачаево-Черкесского обкома КПСС, депутат Карачаево-Черкесского областного совета народных депутатов.
Работал в тресте «Таймырэнергострой» на строительстве Курейской ГЭС в Красноярском крае.
В последние годы жил в городе Одесса (Украина). Умер 3 апреля 2014 года.

## Награды
- Медаль «Серп и Молот» (04.10.1966);
- Орден Ленина (04.10.1966);
- Медаль «В ознаменование 100-летия со дня рождения Владимира Ильича Ленина».

## Память
- Имя на стеле Героям Социалистического Труда в Одессе.